# Vlatko Pavletić
Vlatko Pavletić (Zágráb, 1930. december 2. – Zágráb, 2007. szeptember 19.) horvát akadémikus, a Horvát Köztársaság ideiglenes elnöke, publicista, esszéista, kritikus és politikus.

## Élete és pályafutása

### Irodalmi munkássága
Zágrábban járt általános és középiskolába. A Zágrábi Egyetem Filozófiai Karán 1955-ben szerzett diplomát horvát nyelv és irodalom szakon, majd 1975-ben doktorált. Disszertációját „Stablo Ujevićeve poezije” (Ujević költészetének fája) címmel írta. Ezt követően szerkesztőként dolgozott a „Vjesnik” folyóiratnál, majd a Zágrábi Horvát Nemzeti Színház színigazgatója (1958-1960), és a Matica hrvatska kiadványainak főszerkesztője (1965-1972) volt. Szerkesztette a „Vjesnik”, a „Vjesnik u sredju”, és a „Telegram” folyóiratok kulturális rovatait, valamint 1949 és 1971 között megszakítás nélkül az „Izvor”, a „Krugovi”, a „Republika”, a „Literatura” és a „Kritika” folyóiratokat.
1952-ben a "Krugovi"-ban tette közzé a „Neka bude živost” (Legyen élénkség) című esszéista kiáltványt, melynek címét a „Put zvan tolerancija” (A tolerancia nevű út) címűhöz hasonlóan számtalanszor idézték. 1960-tól a zágrábi Színművészeti Akadémia adjunktusa, majd rendes irodalomtanára volt, ahol a jugoszláv népek irodalmát, a világirodalom nagy műveit és az irodalomszemiotikát tanította. Közben egy évet Párizsban, korábban pedig három hónapot töltött Olaszországban tanulmányúton. Az eredmény cikkek, esszék és tanulmányok, valamint a „Baudelaireovi cvjetovi zla” (Baudelaire gonosz virágai) és „Djelo u zbilji” (A munka a valóságban) című könyvei.
Tagja volt a „Pet stoljeća hrvatske književnosti” (A horvát irodalom öt évszázada) bibliotéka szerkesztőbizottságának, kezdeményezte és szerkesztette a költészet integrált bibliotékáját, a költők „Arion” hanglemezen rögzített hiteles hangjával, a kulturális alapművek „Promethei” könyvtárát, valamint a Matica Hrvatska Kiadónál megjelent „Aranykönyv” sorozatot, melyben 1964 és 1972 között helyi és külföldi íróktól származó több száz könyvet szerkesztett. Főszerkesztője volt a „Stoljeća hrvatske književnosti” (A horvát irodalom századai) és a „Vrhovi svjetske književnosti” (A világirodalom csúcsai) című alapkönyvtáraknak. Kritikai körképeket, áttekintéseket és antológiákat állított össze „Hrvatska moderna” (Modern Horvátország, Szarajevó, 1960); „Život pod reflektorima” (Élet reflektorfényben a kortárs horvát dráma antológiája, Zágráb, 1961); „Hrvatski pjesnici između dva svjetska rata” (Horvát költők a két világháború között, Belgrád, 1963); „Panorama hrvatske književnosti XX. stoljeća” (Körkép a 20. század horvát irodalmáról, Zágráb, 1965); „Zlatna knjiga hrvatskoga pjesništva” (A horvát költészet aranykönyve, Zágráb, 1970, 1971 és 1990.) címmel.
Elindította és hosszú ideig szerkesztette Školska knjiga kiadóban a „Ključ za književno djelo” (Kulcs az irodalmi munkához) bibliotékát. 1951-ben lett a Horvát Irodalmi Társaság (DHK) tagja, majd a társaság titkára is volt. Tagja volt a Matica hrvatskának és a PEN klubnak, 1987-től a Horvát Tudományos és Művészeti Akadémiának is, ahol hat évig alelnök, előtte három évig pedig az Irodalmi Osztály titkára volt. 1997-ben megkapta a Bolgár Tudományos Akadémia tiszteletbeli diplomáját. Néhány szövegét lefordították lengyel, orosz, cseh, bolgár, angol és francia nyelvre.

### Politikai tevékenysége
1965-től 1967-ig a zágrábi városi bizottság tagja volt, de mint horvát nacionalistát kizárták a bizottságból és a pártból a horvát irodalmi nyelv nevéről és helyzetéről szóló nyilatkozat miatt, amelynek egyik szerzője és aláírója volt. 1972-ben a Matica Hrvatska tisztségviselőinek egy csoportjával (Tuđman, Đodan, Veselica, Gotovac stb.) letartóztatták, majd horvát nacionalistaként másfél év szigorított börtönbüntetésre ítélték, mert „az államrendszer megbuktatásra és megváltoztatásra tett kísérletet”. Ennek a végzetes napnak az emlékére rabtársaival megalapította az „1972. január 11.” egyesületet, amelynek négy évre első elnökéül választották.
1990-től számos politikai és kultúrpolitikai tisztséget töltött be. 1990-től oktatási, kulturális, műszaki kulturális és sportminiszter; 1992-től a Horvát Köztársaság képviselőházának tagja, az Oktatási, Tudományos és Kulturális Bizottság elnöke, egyúttal a Horvát Tudományos és Művészeti Akadémia alelnöke; 1995-től 1999-ig a Horvát Nemzetgyűlés elnöke, majd két hónapig a Horvát Köztársaság ideiglenes elnöke, 2000-től a horvát parlament alelnöke volt.
Emellett a „Jadran Filma” filmgyártó vállalat művészeti vezetője és a Távközlési Tanács alelnöke volt. 1995-től 2000-ig a Horvát Demokratikus Közösség elnökségének tagja. 1996. szeptember 1-jén részt vett a ludbregi „Krisztus Drága Vére” kegyhely avatási ünnepségén, amikor így szólt: „Ma teljesül a horvát szábor 1739-es fogadalma”. 2004-ben vonult nyugdíjba. Zágrábban hunyt el hasnyálmirigyrákban 2007. szeptember 19-én.
Több éves közéleti, kulturális és politikai munkásságáért számos kitüntetésben részesült. A legmagasabb állami kitüntetések birtokosa, 2003-ban „Zlatni grb” kitüntetést kapott, amelyet a horvát parlament alapított a parlamenti demokrácia és a tolerancia fejlesztésében elért érdemeiért. 2008-ban Matica Hrvatska posztumusz az újonnan alapított Drašković gróf renddel tüntette ki.

## Fő művei
- Zvekir u ruci, Zagreb, 1953;
- Sudbina automata, Zagreb, 1955;
- Kako su stvarali književnici, Zagreb, 1956, 1959;
- Hrvatski književni kritičari I, II, Zagreb, 1958;
- Trenutak sadašnjosti, Zagreb, 1960;
- Ivan Cankar, Skopje, 1961;
- Analiza bez koje se ne može, Zagreb, 1961;
- Drame Ive Vojnovića, Zagreb, 1962;
- Goran njim samim, Beograd, 1963;
- Tin Ujević, Beograd, 1966;
- Protivljenja, Zagreb, 1970;
- Protiv barbarokracije, Split, 1971;
- Djelo u zbilji, Zagreb, 1971;
- Ujević u raju svoga pakla, Zagreb, 1978;
- Obuzdani gnjev, Zagreb, 1978;
- Eseji i kritike, Zagreb, 1982;
- Svjedok Apokalipse, Zagreb, 1983;
- Ključ za modernu poeziju, Zagreb, 1986;
- Klopka za naraštaje, Zagreb, 1987;
- Muški život, Zagreb, 1987;
- Zagonetka bez odgonetke, Zagreb, 1987;
- Kako čitati poeziju, Zagreb, 1987;
- O poeziji Veselka Koromana i razgovor s njim o poeziji, Sarajevo, 1987;
- Poetizacija životnih običnosti, Zagreb, 1991;
- Baudelaireovi cvjetovi zla, Zagreb, 1993;
- Kako razumjeti poeziju, Zagreb, 1995;
- Tajna radne sobe, Zagreb, 1995;
- Misaono osjećanje mjesta, 1995;
- Kritički medaljoni, Zagreb, 1996.
- Kurlanski bijesni čvor : Trajni književni domet Mirka Božića, 2006;
- Prisjećanja o sebi i drugima, 2006;
- Tuđmanova doktrina i drugi članci, 2007;
- Poetika korelacija, 2007.
- Soba - roba - osoba, 2008.
- Ujević u raju svoga pakla, Izabrana djela - knjiga 1., 2008.
- Otvorena poetika Tina Ujevića, Izabrana djela - knjiga 2., 2008.
- Obuzdani gnjev - znakovi i strukture u književnoumjetničkim djelima I.G.Kovačića, *Izabrana djela - knjiga 3., 2009.
- Trenutak vječnosti - uvođenje u poetiku epifanija, 2009.
- Umijećem do umjetnosti - eseji o prozi i poeziji, 2009.

## Fordítás
Ez a szócikk részben vagy egészben  a   Vlatko Pavletić című horvát Wikipédia-szócikk ezen változatának fordításán alapul.  Az eredeti cikk szerkesztőit annak laptörténete sorolja fel. Ez a jelzés csupán a megfogalmazás eredetét és a szerzői jogokat jelzi, nem szolgál a cikkben szereplő információk forrásmegjelöléseként.